# Fackverksbro

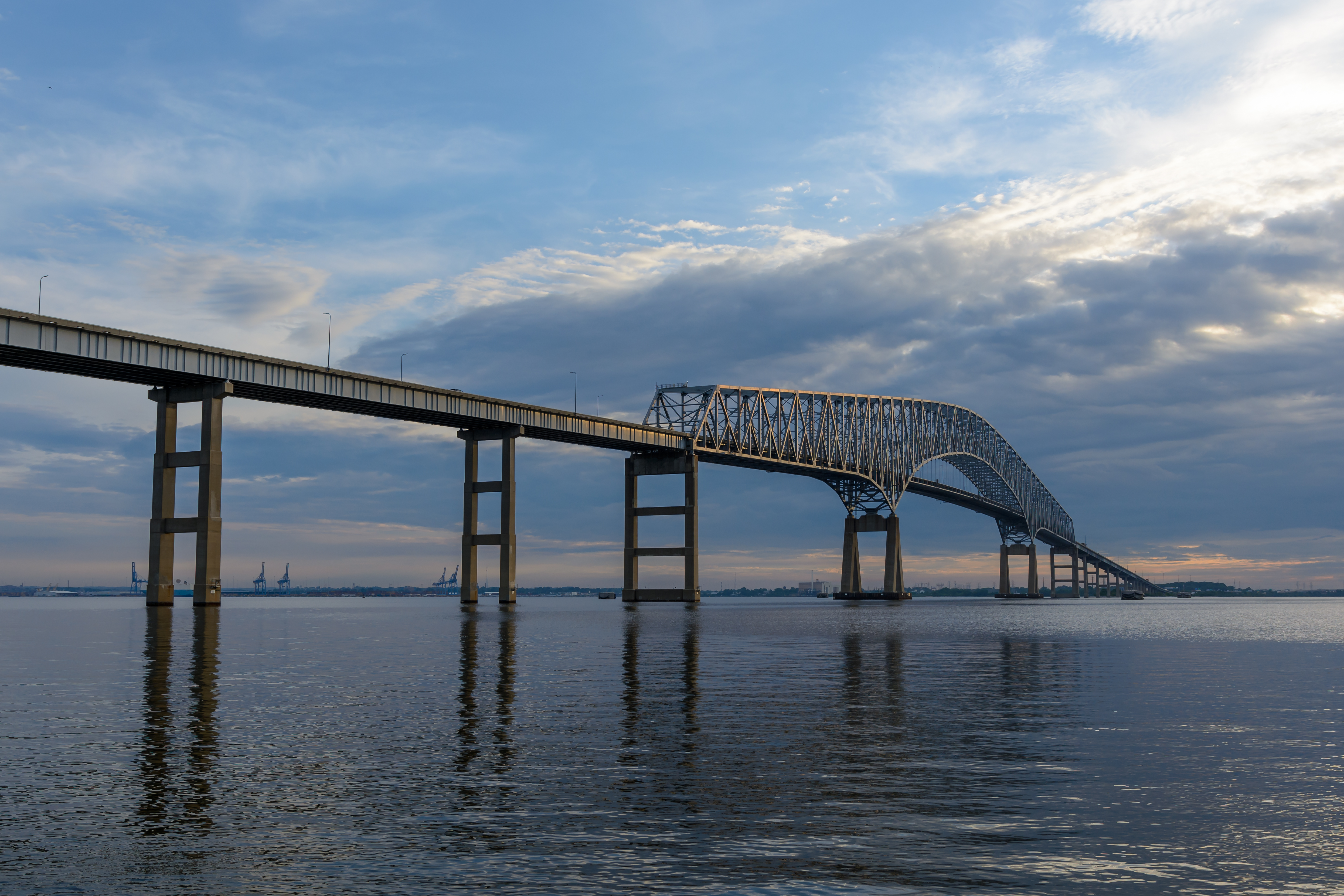
Francis Scott Key Bridge 2015, mittspannet kollapsade efter olyckan 26 mars 2024.

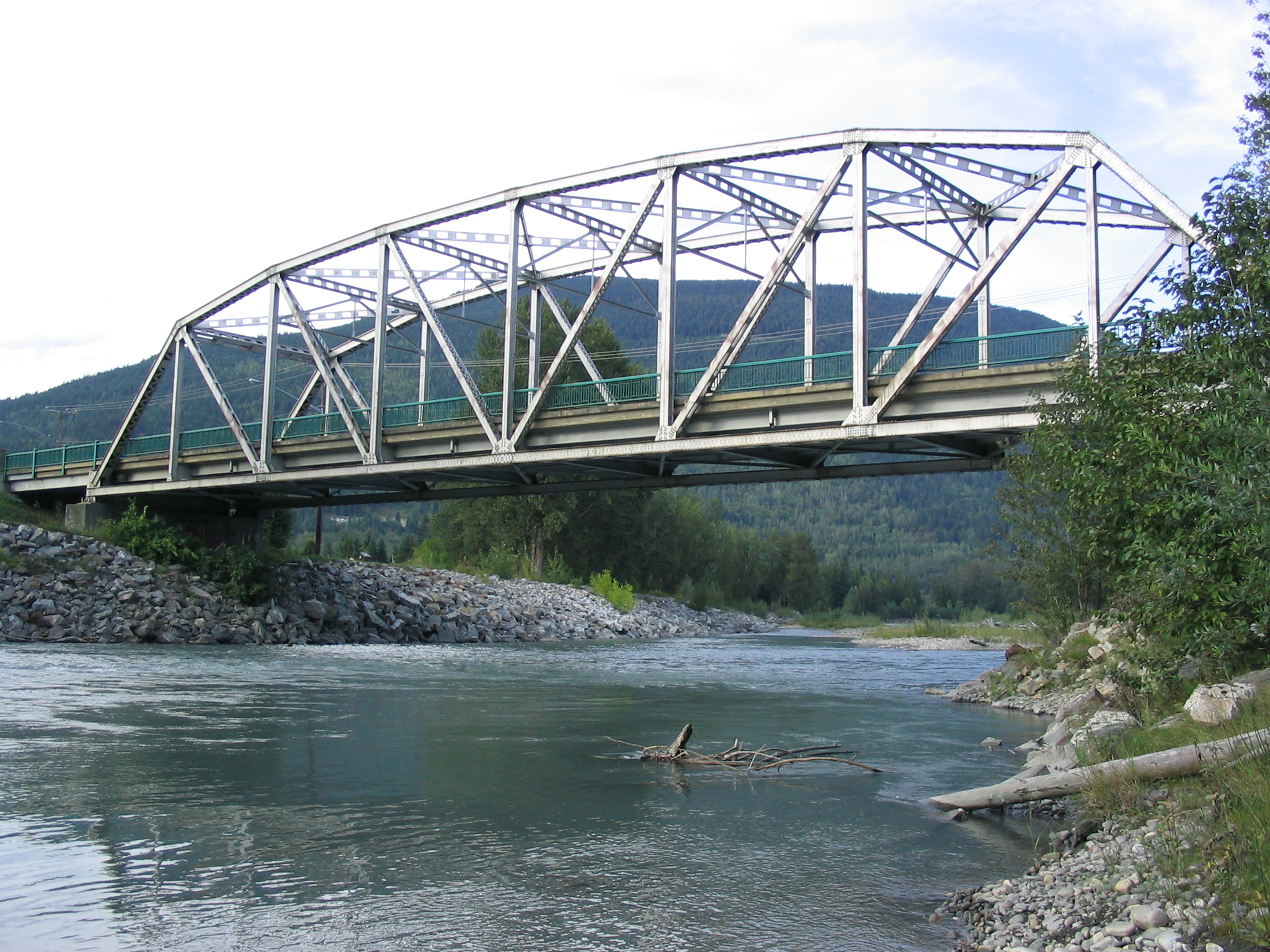
Illecillewaet River Bridge.

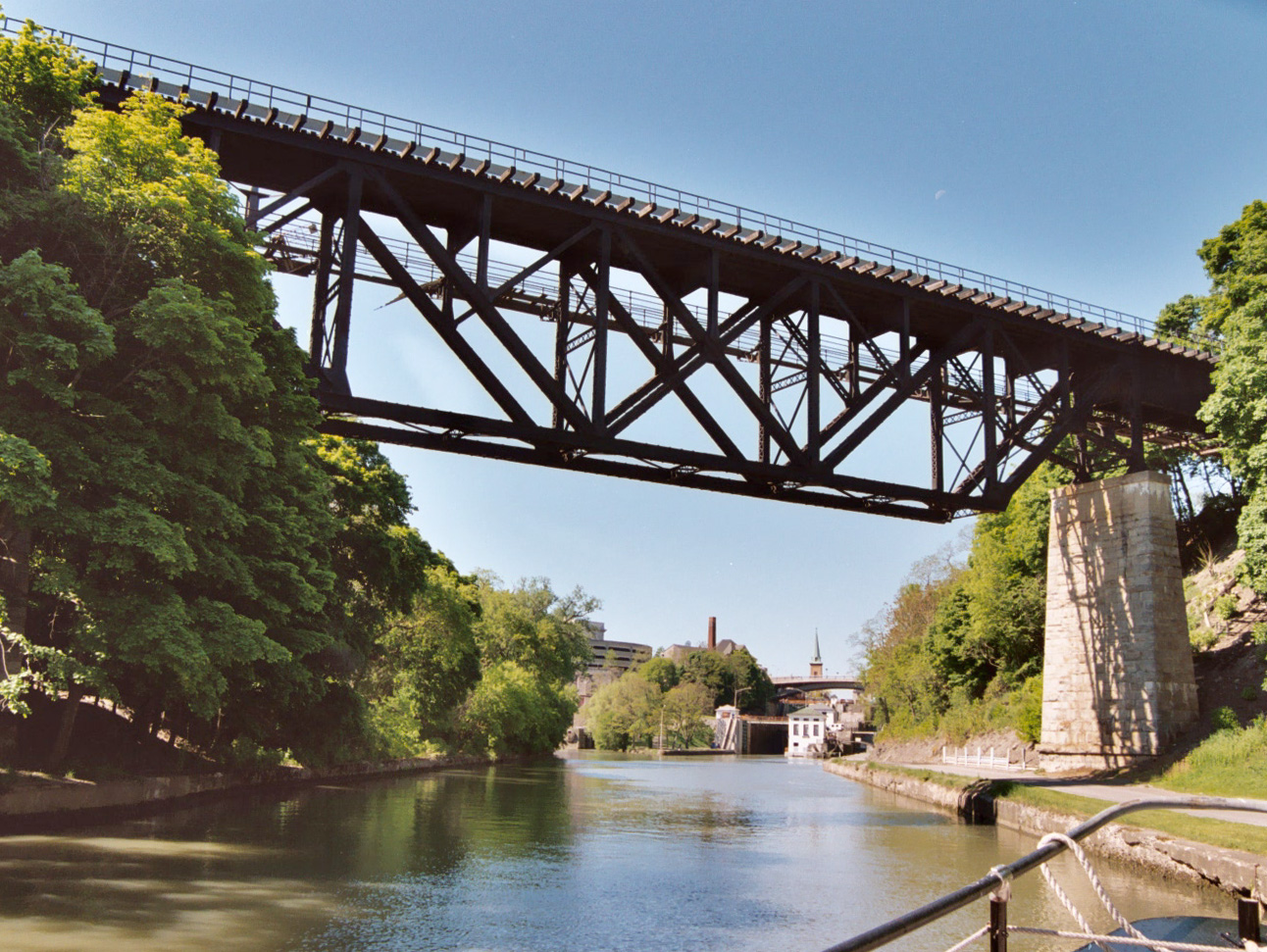
Erie Canal Bridge.

En fackverksbro är en typ av bro där ett fackverk bär brobanan/väg.

## Historia
Efter att fackverkstekniken utvecklades kunde man bygga trä- och stålbroar med längre spann. Metoden var bland annat känd i Ryssland år 1840. År 1889-1890 byggdes Forthbron över Firth of Forth i Skottland. Den fick ett spann på 521 meter, ett världsrekord som skulle stå sig i 40 år.

## Typer av fackverksbroar
- Fackverkskonstruktionen ligger under brobanan.
- Fackverkskonstruktionen ligger över brobanan.
- Vägbanan ligger mitt i fackverkskonstruktionen.

## Några fackverksbroar

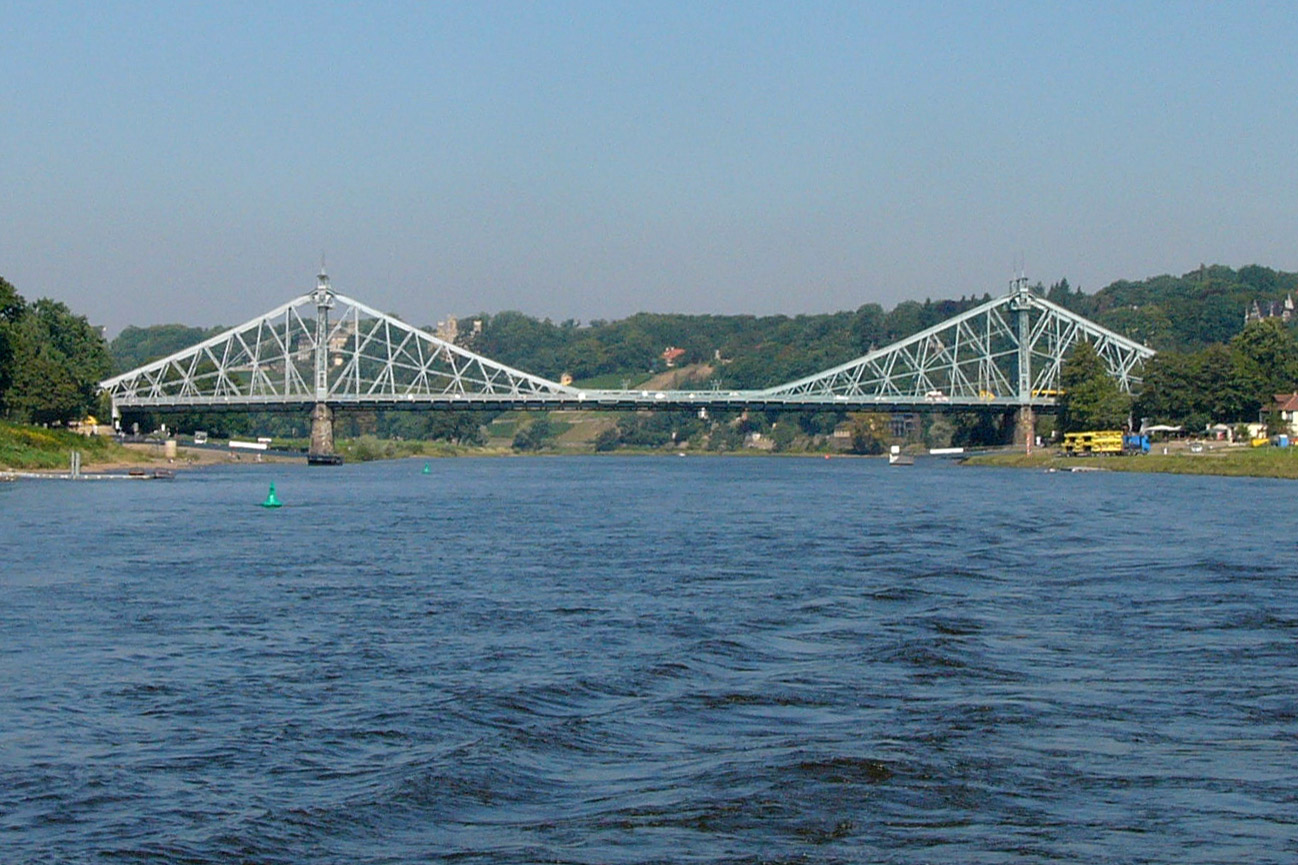
Bron Blaues Wunder i Dresden, Tyskland
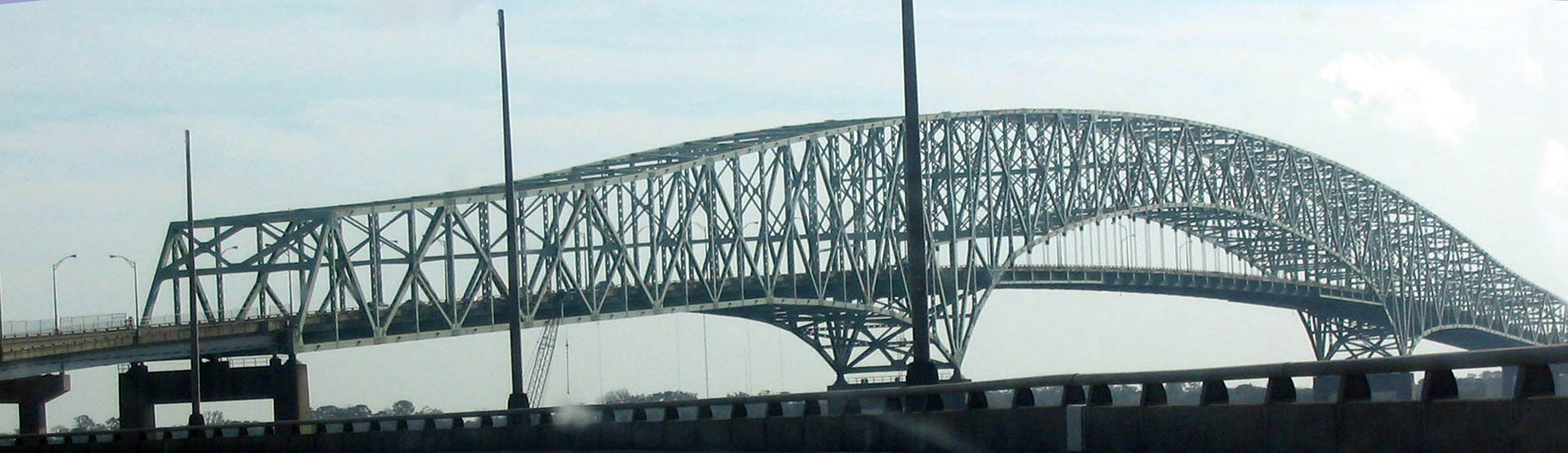
Hart Bridge, Florida, USA
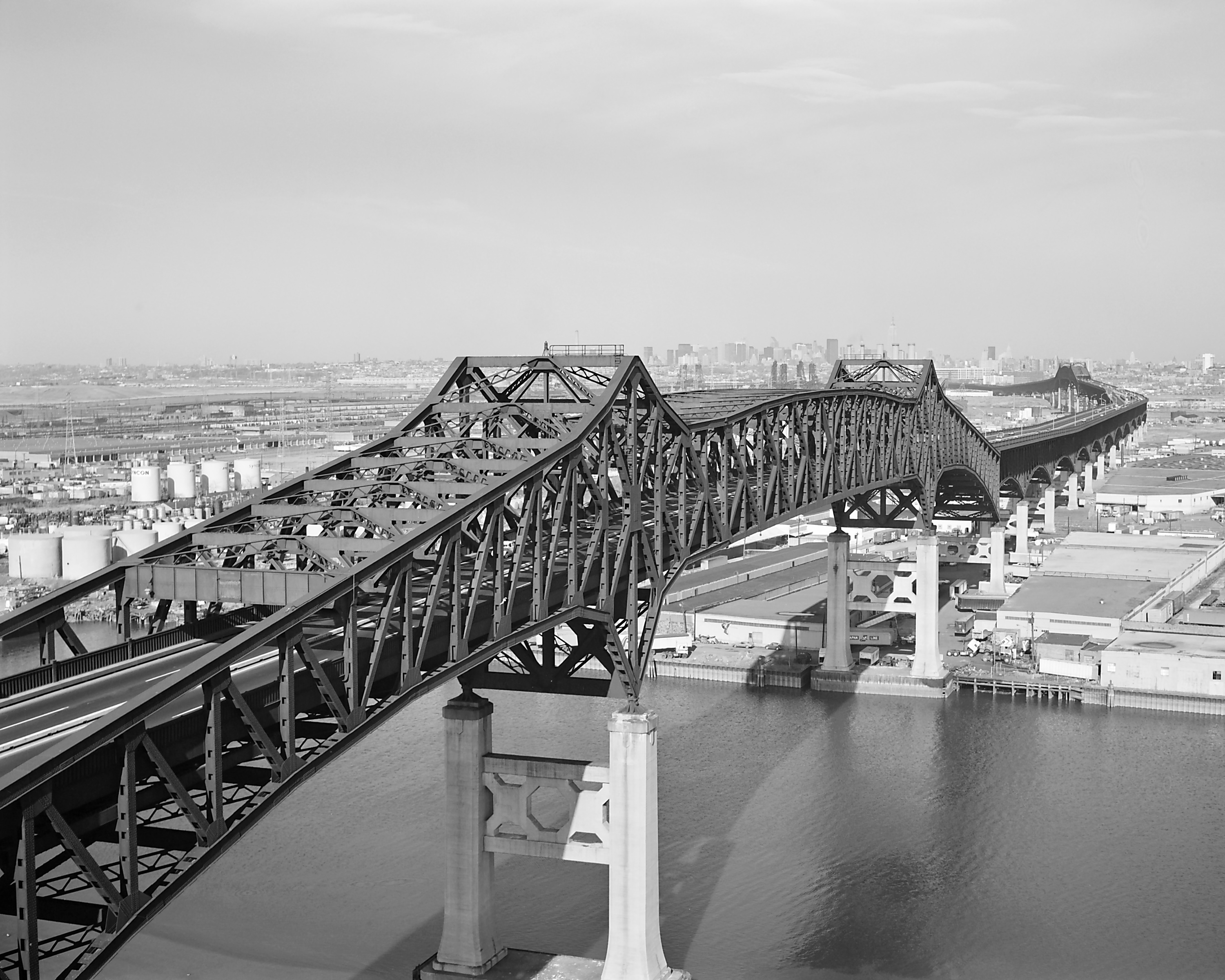
Pulaski Skyway, New Jersey, USA (1978)
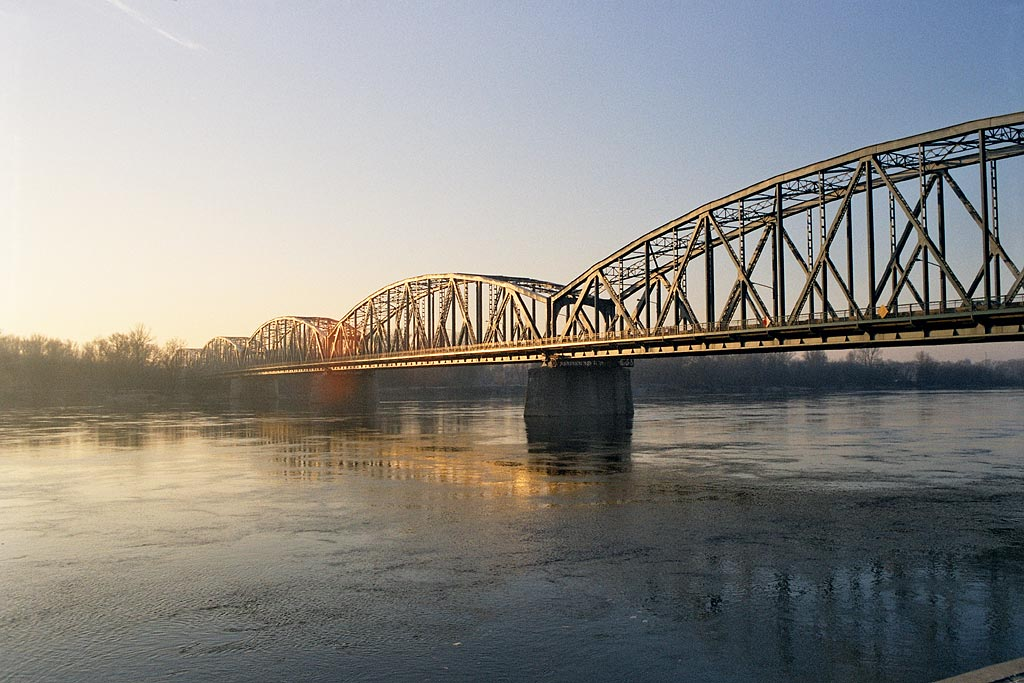
Józef Piłsudski-bron över Wisła i Toruń, Polen
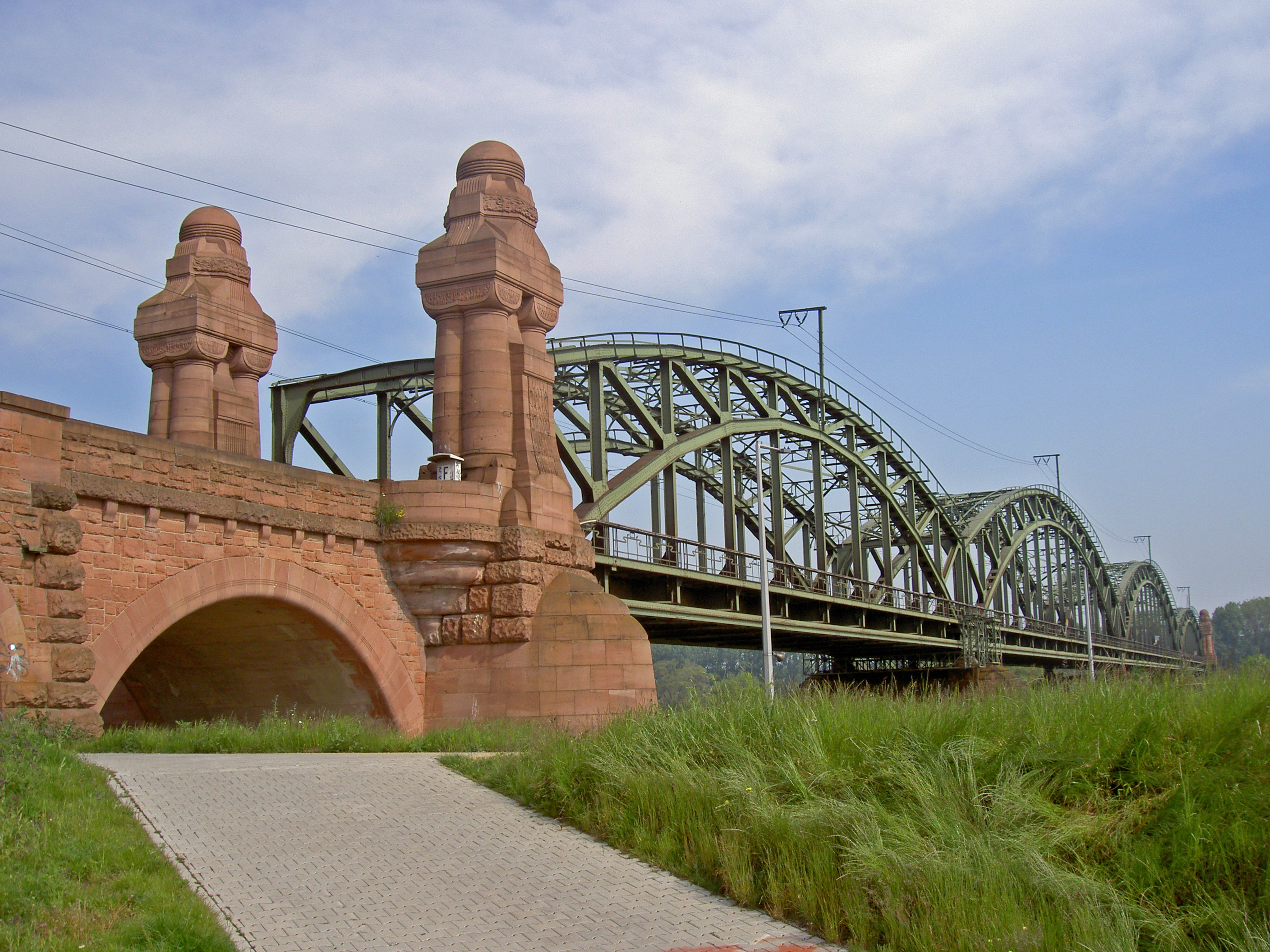
Ginsheim-Gustavsburg-Mainbrücke, Tyskland
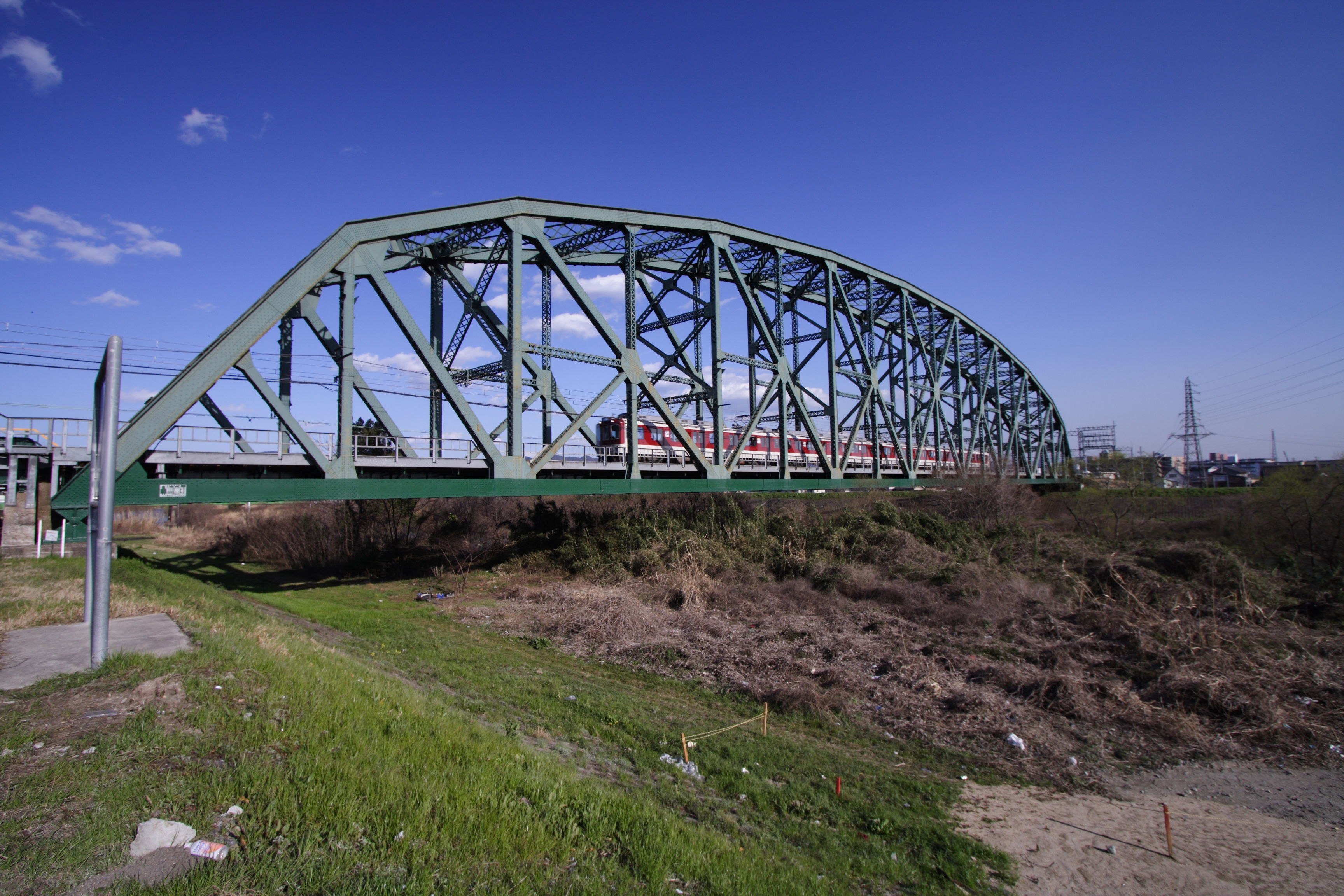
Yodogawa järnvägsbro, Japan
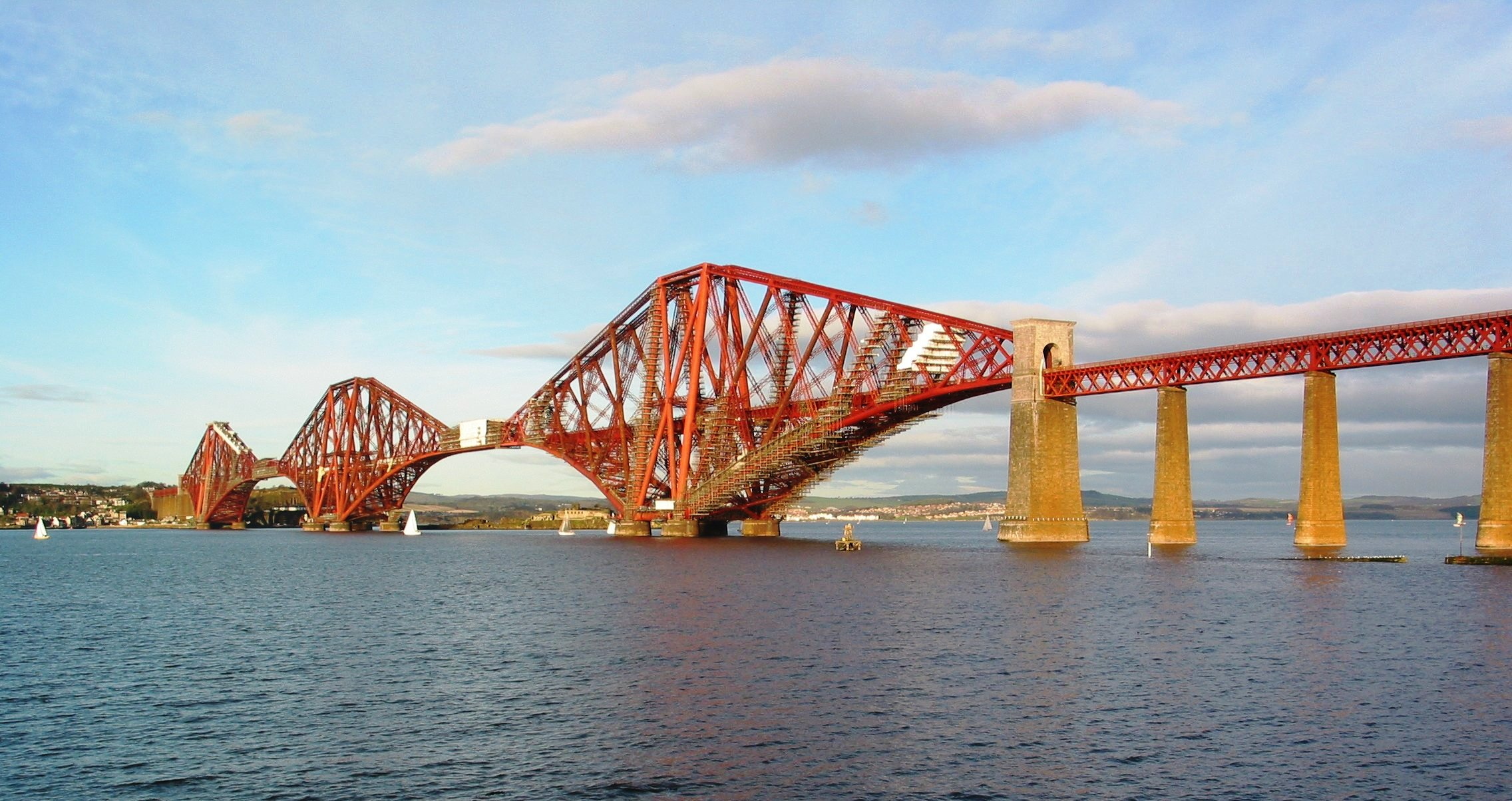
Forthbron (järnvägsbro), Skottland